# Irina Gerlits
Irina Jakovlevna Gerlits (Russisch: Ирина Яковлевна Герлиц) (Pavlodar, 29 april 1966), is een Kazachs voormalig professioneel basketbalspeler die uitkwam voor het nationale team van de Sovjet-Unie en het Gezamenlijk team. Ze heeft de onderscheidingen ontvangen, Meester in de sport van de Sovjet-Unie in 1992.

## Carrière
Gerlits Begon haar carrière bij Universitet Alma-Ata. Ze speelde vervolgens in Spanje bij CD CREF Madrid en CD Universidad de Oviedo. In 1995 ging ze spelen voor Waïti Bordeaux Basket in Frankrijk. In 1999 verhuisde ze naar Reims Basket féminin in Frankrijk. Na één seizoen keerde ze terug bij Bordeaux. In 2003 stapte ze over naar Sports Union Templaise ook in Frankrijk.
Met de Sovjet-Unie speelde Gerlits op de Olympische Zomerspelen in 1988. Ze won brons. Ook speelde ze op het het Wereldkampioenschap. Ze won zilver in 1986. Op het Europees Kampioenschap van 1989 won ze goud. Met het Gezamenlijk team won ze goud op de Olympische Zomerspelen in 1992.

## Privé
Ze is getrouwd met de ex-volleyballer van "Dorozhnik" Viktor Kozik.

## Erelijst
- Olympische Spelen: 1
  - Goud: 1992
  - Brons: 1988
- Wereldkampioenschap:
  - Zilver: 1986
- Europees Kampioenschap: 1
  - Goud: 1989
- Goodwill Games:
  - Zilver: 1986